# Monsanima morrenioides
Monsanima morrenioides är en oleanderväxtart som först beskrevs av Goyder, och fick sitt nu gällande namn av Liede och Meve. Monsanima morrenioides ingår i släktet Monsanima och familjen oleanderväxter. Inga underarter finns listade i Catalogue of Life.